# Małogoszcz (gmina)
Małogoszcz (do 1870 gmina Kozłów) – gmina miejsko-wiejska w województwie świętokrzyskim, w powiecie jędrzejowskim. W latach 1975–1998 gmina położona była w województwie kieleckim.
Siedziba gminy to Małogoszcz.
Na koniec 2010 r. gminę zamieszkiwało 11 728 osób.

## Struktura powierzchni
Według stanu na 1 stycznia 2011 r. powierzchnia gminy wynosi 146,05 km², z czego miasto Małogoszcz zajmuje 9,68 km², zaś obszary wiejskie – 136,37 km².
W 2007 r. 65% obszaru gminy stanowiły użytki rolne, a 27% – użytki leśne.

## Demografia
Liczba ludności (dane z 31 grudnia 2010):
|        | Ogółem | Ogółem | Kobiety | Kobiety | Mężczyźni | Mężczyźni |
| osób   | %      | osób   | %       | osób    | %         |           |
| ------ | ------ | ------ | ------- | ------- | --------- | --------- |
| Ogółem | 11 728 | 100    | 5852    | 49,90   | 5876      | 50,10     |
| Miasto | 3849   | 32,82  | 1953    | 16,65   | 1896      | 16,17     |
| Wieś   | 7879   | 67,18  | 3899    | 33,25   | 3980      | 33,94     |

▶Wieś vs ▶miasto
Ogółem (▶k, ▶m)
Miasto (▶k, ▶m)
Wieś (▶k, ▶m)

## Miejscowości

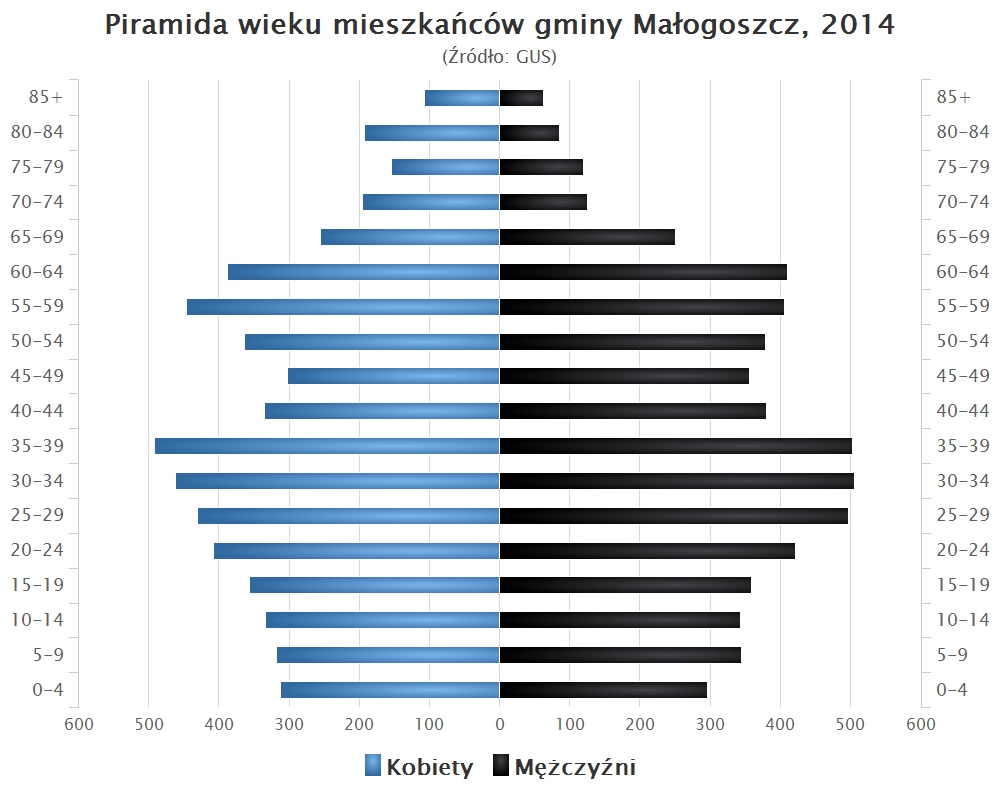
Piramida wieku mieszkańców gminy Małogoszcz w 2014 roku

| Tab. 2. Miejscowości podstawowe oraz ich integralne części w administracji gminy miejsko-wiejskiej Małogoszcz, z wyrażeniem ich położenia geograficznego. | Tab. 2. Miejscowości podstawowe oraz ich integralne części w administracji gminy miejsko-wiejskiej Małogoszcz, z wyrażeniem ich położenia geograficznego. | Tab. 2. Miejscowości podstawowe oraz ich integralne części w administracji gminy miejsko-wiejskiej Małogoszcz, z wyrażeniem ich położenia geograficznego. | Tab. 2. Miejscowości podstawowe oraz ich integralne części w administracji gminy miejsko-wiejskiej Małogoszcz, z wyrażeniem ich położenia geograficznego. | Tab. 2. Miejscowości podstawowe oraz ich integralne części w administracji gminy miejsko-wiejskiej Małogoszcz, z wyrażeniem ich położenia geograficznego. |
| Identyfikator SIMC | Nazwa miejscowości | Rodzaj miejscowości | Miejscowość podstawowa | Położenie geograficzne |
| --- | --- | --- | --- | --- |
| 0249113 | Błonie | część wsi | Kozłów | 50°49′55″N 20°09′47″E/50,831944 20,163056 |
| 0249018 | Bocheniec | wieś | | 50°47′54″N 20°18′39″E/50,798333 20,310833 |
| 0249432 | Bołdyn | część wsi | Mniszek | 50°43′14″N 20°15′09″E/50,720556 20,252500 |
| 0249490 | Borki | osada wsi | Rembieszyce | 50°45′05″N 20°18′02″E/50,751389 20,300556 |
| 0249248 | Brodki | osada wsi | Lipnica | 50°44′29″N 20°16′55″E/50,741389 20,281944 |
| 0249521 | Brzezinki | kolonia wsi | Wola Tesserowa | 50°47′33″N 20°17′57″E/50,792500 20,299167 |
| 0249395 | Bugaj | osada wsi | Mieronice | 50°47′20″N 20°15′40″E/50,788889 20,261111 |
| 0249202 | Cieśle | kolonia wsi | Leśnica | 50°49′55″N 20°13′26″E/50,831944 20,223889 |
| 0249030 | Dołki | przysiółek wsi | Bocheniec | 50°48′11″N 20°18′13″E/50,803056 20,303611 |
| 0249120 | Doły | przysiółek wsi | Kozłów | 50°49′58″N 20°08′33″E/50,832778 20,142500 |
| 0249165 | Dziadówki | część wsi | Lasochów | 50°47′14″N 20°09′51″E/50,787222 20,164167 |
| 0249722 | Dziadówki | część wsi | Żarczyce Małe | 50°46′47″N 20°12′11″E/50,779722 20,203056 |
| 0249219 | Dziadówki | kolonia wsi | Leśnica | 50°50′11″N 20°15′46″E/50,836389 20,262778 |
| 0249455 | Dziadówki | kolonia wsi | Mniszek | 50°43′51″N 20°15′25″E/50,730833 20,256944 |
| 0249142 | Górajek | kolonia wsi | Kozłów | 50°50′04″N 20°08′14″E/50,834444 20,137222 |
| 0249403 | Górka | część wsi | Mieronice | 50°47′27″N 20°15′57″E/50,790833 20,265833 |
| 0249337 | Góry Lasochowskie | kolonia | Ludwinów | 50°47′59″N 20°11′43″E/50,799722 20,195278 |
| 0249136 | Grobla | osada wsi | Kozłów | 50°49′28″N 20°09′19″E/50,824444 20,155278 |
| 0249656 | Hektary | kolonia wsi | Złotniki | 50°45′59″N 20°15′29″E/50,766389 20,258056 |
| 0249053 | Henryków | wieś | | 50°48′59″N 20°08′26″E/50,816389 20,140556 |
| 0249099 | Jaców | osada wsi | Karsznice | 50°45′57″N 20°20′07″E/50,765833 20,335278 |
| 0249350 | Jarków | część miasta | Małogoszcz | 50°47′56″N 20°15′11″E/50,798889 20,253056 |
| 0249188 | Jawor | przysiółek wsi | Leśnica | 50°49′46″N 20°14′05″E/50,829444 20,234722 |
| 0249076 | Jelonek | kolonia wsi | Karsznice | 50°45′32″N 20°19′26″E/50,758889 20,323889 |
| 0249060 | Karsznice | wieś | | 50°46′23″N 20°18′22″E/50,773056 20,306111 |
| 0249449 | Kępa | kolonia wsi | Mniszek | 50°43′39″N 20°16′42″E/50,727500 20,278333 |
| 0249633 | Kolonie | część wsi | Złotniki | 50°45′41″N 20°14′25″E/50,761389 20,240278 |
| 0249194 | Kolonie | część wsi | Leśnica | 50°49′57″N 20°15′44″E/50,832500 20,262222 |
| 0249550 | Kopaniny | przysiółek wsi | Wrzosówka | 50°50′45″N 20°17′36″E/50,845833 20,293333 |
| 0249107 | Kozłów | wieś | | 50°49′35″N 20°09′39″E/50,826389 20,160833 |
| 0249159 | Lasochów | wieś | | 50°47′16″N 20°10′22″E/50,787778 20,172778 |
| 0249739 | Leśniak | przysiółek wsi | Żarczyce Małe | 50°47′03″N 20°12′55″E/50,784167 20,215278 |
| 0249171 | Leśnica | wieś | | 50°49′47″N 20°15′00″E/50,829722 20,250000 |
| 0249596 | Leśniczówka | część wsi | Zakrucze | 50°50′04″N 20°16′53″E/50,834444 20,281389 |
| 0249231 | Lipnica | wieś | | 50°44′42″N 20°16′32″E/50,745000 20,275556 |
| 0249290 | Ludwinów | wieś | | 50°49′19″N 20°11′15″E/50,821944 20,187500 |
| 0249604 | Ława | osada wsi | Zakrucze | 50°49′57″N 20°17′53″E/50,832500 20,298056 |
| 0249343 | Małogoszcz | miasto | | 50°48′43″N 20°15′51″E/50,811944 20,264167 |
| 0249389 | Mieronice | wieś | | 50°47′19″N 20°16′02″E/50,788611 20,267222 |
| 0249254 | Milianów | część wsi | Lipnica | 50°44′56″N 20°16′28″E/50,748889 20,274444 |
| 0249426 | Mniszek | wieś | | 50°43′25″N 20°15′59″E/50,723611 20,266389 |
| 0249047 | Nowa Wieś | kolonia wsi | Bocheniec | 50°47′07″N 20°19′12″E/50,785278 20,320000 |
| 0249538 | Okupniki | część wsi | Wola Tesserowa | 50°46′12″N 20°17′20″E/50,770000 20,288889 |
| 0249573 | Okupniki | część wsi | Wygnanów | 50°46′28″N 20°13′53″E/50,774444 20,231389 |
| 0249685 | Okupniki | część wsi | Żarczyce Duże | 50°47′34″N 20°13′07″E/50,792778 20,218611 |
| 0249745 | Okupniki Drugie | część wsi | Żarczyce Małe | 50°47′14″N 20°12′36″E/50,787222 20,210000 |
| 0249751 | Okupniki Pierwsze | część wsi | Żarczyce Małe | 50°47′01″N 20°12′07″E/50,783611 20,201944 |
| 0249478 | Pałeczki | osada wsi | Rembieszyce | 50°44′47″N 20°18′47″E/50,746389 20,313056 |
| 0249225 | Parcela | kolonia wsi | Leśnica | 50°50′24″N 20°14′49″E/50,840000 20,246944 |
| 0249308 | Pierzchnica | osada wsi | Ludwinów | 50°47′54″N 20°12′38″E/50,798333 20,210556 |
| 0249610 | Pniak | część wsi | Zakrucze | 50°50′09″N 20°17′18″E/50,835833 20,288333 |
| 0249260 | Podedwór | przysiółek wsi | Lipnica | 50°44′50″N 20°16′35″E/50,747222 20,276389 |
| 0249484 | Podwyspa | osada wsi | Rembieszyce | 50°45′14″N 20°19′07″E/50,753889 20,318611 |
| 0249410 | Polesie | część wsi | Mieronice | 50°46′58″N 20°15′26″E/50,782778 20,257222 |
| 0249640 | Poprzeczaki | część wsi | Złotniki | 50°45′26″N 20°14′18″E/50,757222 20,238333 |
| 0249662 | Pręty | kolonia wsi | Złotniki | 50°44′24″N 20°14′28″E/50,740000 20,241111 |
| 0249461 | Rembieszyce | wieś | | 50°45′28″N 20°17′52″E/50,757778 20,297778 |
| 0249366 | Sabianów | część miasta | Małogoszcz | 50°48′48″N 20°14′30″E/50,813333 20,241667 |
| 0249314 | Słupek | osada wsi | Ludwinów | 50°48′46″N 20°12′22″E/50,812778 20,206111 |
| 0990439 | Stacja Małogoszcz | osada wsi | Zakrucze | 50°51′00″N 20°16′11″E/50,850000 20,269722 |
| 0249691 | Stara Wieś | część wsi | Żarczyce Duże | 50°47′30″N 20°12′47″E/50,791667 20,213056 |
| 0249277 | Stoczki | osada wsi | Lipnica | 50°44′42″N 20°16′32″E/50,745000 20,275556 |
| 0249082 | Stoki | osada wsi | Karsznice | 50°45′46″N 20°18′48″E/50,762778 20,313333 |
| 0249372 | Suwałki | część miasta | Małogoszcz | 50°49′01″N 20°16′28″E/50,816944 20,274444 |
| 0249320 | Szubienica | osada wsi | Ludwinów | 50°49′42″N 20°10′57″E/50,828333 20,182500 |
| 0249509 | Wiśnicz | wieś | | 50°47′55″N 20°10′27″E/50,798611 20,174167 |
| 0249515 | Wola Tesserowa | wieś | | 50°46′10″N 20°17′04″E/50,769444 20,284444 |
| 0249544 | Wrzosówka | wieś | | 50°51′29″N 20°16′34″E/50,858056 20,276111 |
| 0249567 | Wygnanów | wieś | | 50°46′22″N 20°13′54″E/50,772778 20,231667 |
| 0249700 | Zakrucze | część wsi | Żarczyce Duże | 50°47′36″N 20°13′19″E/50,793333 20,221944 |
| 0249580 | Zakrucze | wieś | | 50°49′53″N 20°17′09″E/50,831389 20,285833 |
| 0249024 | Zastawy | osada wsi | Bocheniec | 50°47′12″N 20°20′08″E/50,786667 20,335556 |
| 0249627 | Złotniki | wieś | | 50°44′59″N 20°15′01″E/50,749722 20,250278 |
| 0249283 | Żabiniec | przysiółek wsi | Lipnica | 50°44′27″N 20°17′01″E/50,740833 20,283611 |
| 0249679 | Żarczyce Duże | wieś | | 50°47′36″N 20°13′19″E/50,793333 20,221944 |
| 0249716 | Żarczyce Małe | wieś | | 50°47′06″N 20°12′17″E/50,785000 20,204722 |
| Źródła: Wykaz urzędowych nazw miejscowości i ich części(xls),Zbiory danych państwowego rejestru nazw geograficznych -2025-06-15                           | | | | |

## Sołectwa
Bocheniec
, Henryków
, Karsznice
, Kozłów
, Lasochów
, Leśnica
, Lipnica
, Ludwinów
, Mieronice
, Mniszek
, Rembieszyce
, Wiśnicz
, Wola Tesserowa
, Wrzosówka
, Wygnanów
, Zakrucze
, Złotniki
, Żarczyce Duże
, Żarczyce Małe.

## Sąsiednie gminy
Chęciny, Jędrzejów, Krasocin, Łopuszno, Oksa, Piekoszów, Sobków, Włoszczowa